# サミー・フェイン
サミー・フェイン（Sammy Fain、1902年6月17日 - 1989年12月6日）はアメリカ合衆国の作曲家。ニューヨーク州ニューヨーク・シティ出身。

## 代表曲
| 公開年        | 映画               | 曲                     | 備考 |
| ------------- | ------------------ | ---------------------- | ---- |
| 1951年7月28日 | ふしぎの国のアリス | きらめく昼下がり       |      |
| 1951年7月28日 | ふしぎの国のアリス | 時間におくれた         |      |
| 1951年7月28日 | ふしぎの国のアリス | ぐるぐるレース         |      |
| 1953年2月5日  | ピーター・パン     | 右から2番目の星        |      |
| 1953年2月5日  | ピーター・パン     | きみも飛べるよ!        |      |
| 1953年2月5日  | ピーター・パン     | あなたと私のママ       |      |
| 1953年2月5日  | ピーター・パン     | フック船長はエレガント |      |
| 1955年8月18日 | 慕情               | 慕情                   |      |
| 1959年1月29日 | 眠れる森の美女     | いつか夢で             |      |
| 1959年4月17日 | 悲しみは空の彼方に | Imitation of Life      |      |
| 1977年6月22日 | ビアンカの大冒険   | 誰かが待っている       |      |

## 受賞歴
- 1954年　-　第26回アカデミー賞歌曲賞受賞。
- 1956年　-　第28回アカデミー賞歌曲賞受賞。
- 1959年　-　第31回アカデミー賞歌曲賞ノミネート。
- 1963年　-　第35回アカデミー賞歌曲賞ノミネート。
- 1973年　-　第45回アカデミー賞歌曲賞ノミネート。
- 1977年　-　第49回アカデミー賞歌曲賞ノミネート。
- 1978年　-　第50回アカデミー賞歌曲賞ノミネート。